# Renbaan Scheveningen

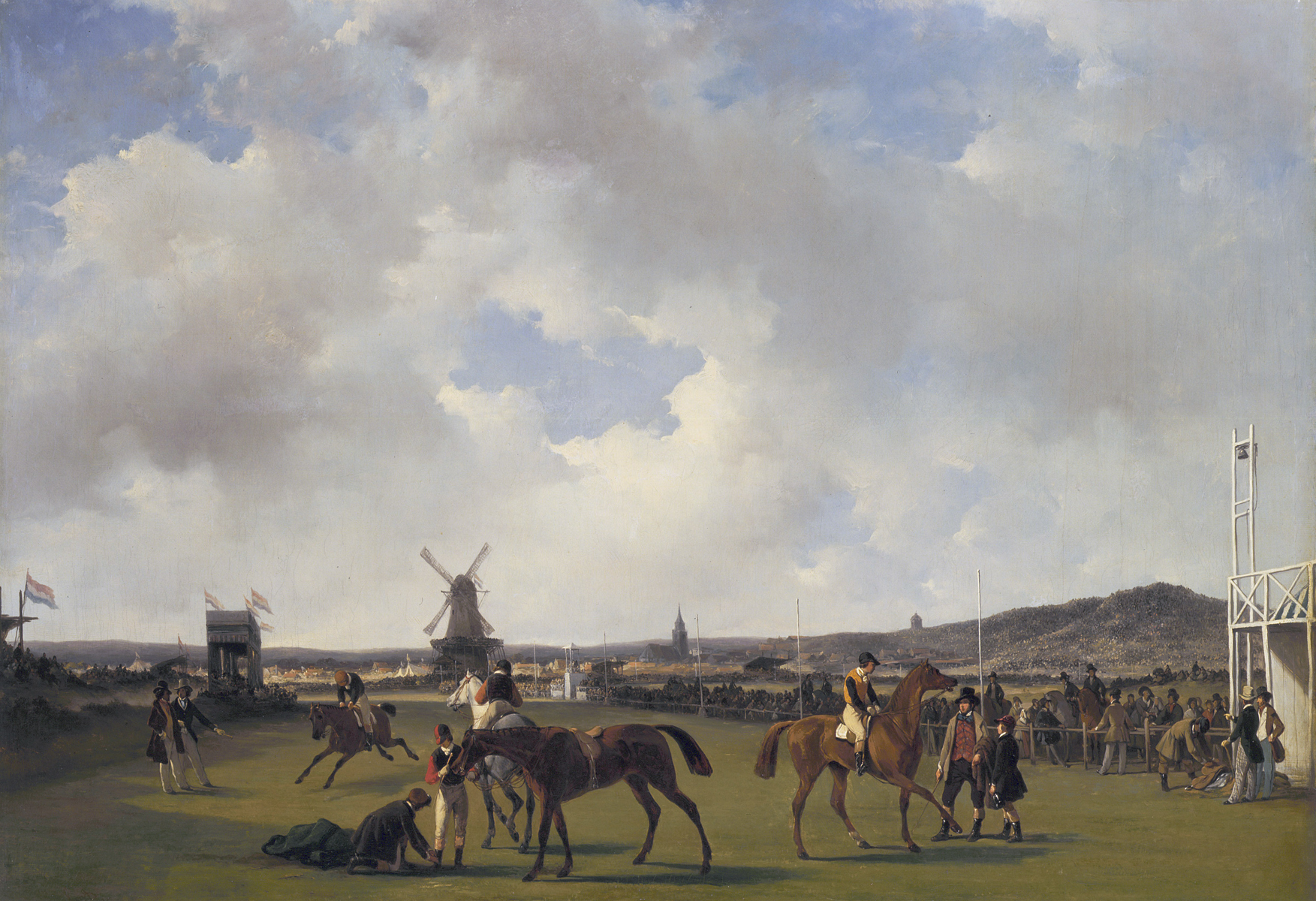
Schilderij van Jozef Moerenhout

De Renbaan Scheveningen opende op 3 augustus 1846. Het was een baan die in de duinen van de Nederlandse badplaats gelegen was, tussen de Badhuisweg en de Gevers Deynootweg, grenzend aan de Noordstraat (nu Neptunusstraat). Er was een 30 meter brede baan met een lengte van 1600 meter.
In de tijd van koning Willem II kwam de paardensport tot grote bloei. Zelf reed hij graag en liet daarom het Willemspark aanleggen. Op vele plekken in Nederland werden renbanen aangelegd, sommige werden slechts voor één evenement aangelegd. De Sociëteit tot Aanmoediging der Verbetering van het Paardenras in Nederland was samen met de stad Den Haag verantwoordelijk voor de aanleg van de renbaan Scheveningen.
De eerste rennen waren een groot evenement. Willem II en zijn twee oudste zonen, de prins van Oranje en zijn vrouw en zijn broer Alexander, waren aanwezig en er waren ongeveer 3000 toeschouwers. Het volk was veelal over de Badhuisweg, die in 1835 was aangelegd, met diligences en omnibussen van Diligence Onderneming J.P. Koens (1843-1874) gekomen, terwijl ongeveer 600 particuliere rijtuigen over de meer beschutte Scheveningseweg kwamen. De tol bij de Scheveningseweg bracht die dag wel 300 gulden op.
Naast de renbaan waren drie tribunen, waarvan een voor de koninklijke familie. Er waren tenten neergezet en op het middenterrein werden versnaperingen te koop aangeboden door Switsar, de pachter van het Badhuis, en Van der Pijl, een Haagse restaurateur.
Daarna werden er ook harddraverijen georganiseerd.
De renbaan in Scheveningen sloot in 1854. Het terrein werd in de 19de eeuw volgebouwd. In de Noordstraat kwam in 1877 de eerste gemeentelijke Burgerschool, die in 1948 de naam Neptunusschool kreeg.